# Shauna Adix
Shauna Adix (de soltera McLatchy; 13 de junio de 1932 - 14 de diciembre de 1998) fue una escritora, educadora y administradora universitaria estadounidense. Fue profesora en la Universidad de Utah, donde fundó el Centro de Recursos para la Mujer en 1971 y formó parte del consejo coordinador de la Asociación Nacional de Estudios de la Mujer en sus inicios. También fue presidenta nacional de Mortar Board, una sociedad de honor universitaria.

## Primeros años y educación
Shauna McLatchy nació en Salt Lake City, hija de Frank Blue McLatchy y Carlota Ulka McLatchy. Su madre y su abuela eran mormona, y se crio en esa religión. Obtuvo una licenciatura en Sociología por la Universidad de Utah en 1953 y una maestría en Relaciones Humanas por la Universidad Estatal de Ohio en 1958. Posteriormente, completó sus estudios de doctorado en Administración Educativa en 1976.

## Carrera
Adix impartió clases en la Universidad de Utah siendo directora de programas en el Edificio de la Unión de Estudiantes. De 1959 a 1964, dirigió el Campamento de Niñas de Brighton MIA, un programa de verano para niñas mormonas. En 1971, ella y Ramona Adams fundaron el Centro de Recursos para Mujeres en el campus, convirtiéndose en su directora. Impartió clases en la Escuela de Posgrado de Trabajo Social de la Universidad de Utah y dirigió el departamento de danza durante dos años. También fue vicepresidenta de una agencia de publicidad y escribió al menos seis obras de teatro infantil.
Adix fue presidenta nacional de Mortar Board de 1970 a 1973, cuando todavía era una sociedad de honor para mujeres universitarias. Dio una entrevista de historia oral a la Sociedad Histórica del Estado de Utah en 1975. Sirvió en el consejo coordinador de la Asociación Nacional de Estudios de la Mujer en 1978. En 1983, ella y Florence Howe hicieron una gira dando conferencias sobre los derechos de las mujeres durante seis semanas en Japón, India y Alemania Occidental, patrocinado por el Departamento de Estado de los EE. UU 
. Se jubiló en 1989, aunque siguió participó activamente en Crones Counsel, una organización espiritual feminista de mujeres mayores.

## Vida personal
Se casó con el profesor de teatro y actor Vern Adix en 1957, usando su apellido; al no poder tener hijos biológicos adoptaron dos hijos, David y Allison.  Su hija falleció en 1987 y su esposo en 1996. Ella misma falleció en 1998, a los 66 años, de cáncer de ovario. Sus documentos se encuentran en las Colecciones Especiales de las Bibliotecas de la Universidad de Utah. Una entrevista con Adix se incluyó en el libro de James Ure,  Leaving the Fold: Candid Conversations With Inactive Mormons (1999).
Sus restos mortales descansan al lado de su esposo en el Cementerio Valley View Memorial Park en
West Valley City, en el Condado de Salt Lake.